# Grafov folikul
Grafov folikul (GF) je zrela jajnička (ovarijalna) kesica koje sadrže po jednu zrelu jajnu ćeliju. Ova formacija prečnika 15 20 mm u vidu providnog mehurića ispupčava površinu jajnika. GF je jedini sposoban za oplođenje narednih 12—24 h. Prazan Grafov folikul se transformiše u žuto telo koje luči progesteron koji održava eventualnu trudnoću. Ovaj proces traje tokom fertilnog perioda žene, odnosno od puberteta do menopauze, a tokom njega se u telu žene oslobodi 400—500 jajnih ćelija iz zrelih Grafovih folikula.

## Naziv
Grafov folikul je nazivana ovim imenom po holandskom fizičaru i anatomu De Grafu, koji je 1677. godine prvi opisao njegovu strukturu. 

## Fiziologija menstrualnog ciklusa
Tokom jednog  menstrualnog ciklusa (meseca), dok još traje menstrualno krvarenje, u jajniku se razvija nekoliko folikula. Folikuli su kesice koje sadrže po jednu nezrelu jajnu ćeliju. Za otprilike nedelju dana jedan od folikul se ubrzano razvija i premašuje rastom okolne folikule koji se vremenom smanjuju. U ovoj fazi luči se sve veća količina estrogena, uglavnom u ćelijama koje okružuju ovaj dominantni, rastući folikul. 
Estrogen deluje na sluzokožu materice (endometrijum), i stimuliše njen rast i zadebljavanja. Dan do dva pre ovulacije (oslobađanja jajne ćelije iz jajnika) nivo estrogena dostiže maksimalne vrednosti. Koncentracije estrogena se zatim smanjuju, a dominantni folikul počinje da stvara drugi hormon, progesteron.
Iako jajna ćelija sporo raste, u toku sazrevanja Grafovog folikula njen obim se poveća za oko 40 puta pre nego što se završi njeno sazrevanje. Nukleus (jedro) se, međutim, poveća samo 3 puta za isto vreme. Čim pimordijalni folikul počne da se razvija, dolazi do ubrzanih mitoza (ćelijskih deoba) i do povećanja veličine ćelija. Sa povećanjem folikula ove ćelije ili teka luteinske ćelije akumuliraju lipide i žućkasti pigment što im daje granulozni izgled. Pre ovulacije teka ćelije se razdvajaju od granuloznih ćelija polimerizovanom membranom koju depolimerizuje luteinizirajući hormon (LH) u vreme ovulacije.
Folikul zatim bubri, prska i jajna ćelija se oslobađa. Tada dolazi do povećanja nivoa telesne temperature i promene sekreta u žlezdama grlića materice.  Ova pojava je hormonski uslovljena i odigrava se 14 dana pre očekivane naredne menstruacije. Ovulacija predstavlja završni akt sazrevanja folikula.
Pošto se oslobodi iz folikula  jajna ćelija ulazi u jajovod i kreće se ka materičnoj šupljini. Ovaj put jajne ćelije traje oko 6 dana. Ukoliko su spermatozoidi u jajovodu prisutni, dolazi do oplodnje. Fertilizacija (spajanje spermatozoida i jajne ćelije) dešava se obično unutar 24 sata od ovulacije, i to u delu jajovoda koji je bliži jajniku (distalna trećina jajovoda).  
Za vreme dok se jajna ćelija kreće ka materici, folikul iz koga je izašla jajne ćelija se transformiše. U ovoj fazi ciklusa folikul se ponovo veoma brzo uvećava, pretvara u “ žuto telo”, koje počinje da stvara velike količine estrogena i progesterona. Pod uticajem ovih hormona sluznica materice nastavlja da raste.
Žlezde sluznice materice stvaraju različite materije koje pogoduju jajnoj ćeliji. U sluznici materice povećava se broj sitnih krvnih sudova, što omogućava njenu veoma dobru prokrvljenost. Na kraju menstrualnog ciklusa debljina sluznice materice skoro je dvostruko veća nego na početku ciklusa, sa velikom količinom hranljivih materija koje pogoduju oplođenoj jajnoj ćeliji.  
U načelu, u jednom menstrualnom ciklusu samo jedan iz grupe folikula koji rastu nastavlja sa daljim razvojem i stvaranjem normalne zrele jajne ćelije koja se istiskuje ovulacijom. Mehanizmi koji ograničavaju sazrevanje i ovulaciju samo na jedan od rastućih folikula još nisu u potpunosti izučeni i ovaj fenomen i dalje ostaje jedna od nepoznanica u fiziologiji jajnika.

## Literatura
- Popović, S: Embriologija čoveka, Dečije novine, Beograd, 1990
- Pantić, V: Embriologija, Naučna knjiga, beograd, 1989
- Hale. W, G, Morgham, J, P: Školska enciklopedija biologije, Knjiga-komerc, Beograd
- Mariček, Magdalena, Ćurčić, B, Radović, I: Specijalna zoologija. naučna knjiga, Beograd, 1986

## Spoljašnje veze
|  | Molimo Vas, obratite pažnju na važno upozorenje u vezi sa temama iz oblasti medicine (zdravlja). |